# Arinthod
Arinthod település Franciaországban, Jura megyében. Lakosainak száma 1149 fő (2022. január 1.). Arinthod Cernon, Dramelay, Vescles, Valzin en Petite Montagne, Vosbles-Valfin és Saint-Hymetière-sur-Valouse községekkel határos.

## Népesség
A település népességének változása:
| Lakosok száma | 1165 | 1092 | 1156 | 1114 | 1103 | 1094 | 1112 | 1131 | 1149 |
|               | 2013 | 2015 | 2016 | 2017 | 2018 | 2019 | 2020 | 2021 | 2022 |